# Музей мореплавания
Музей мореплавания — расположенный на холме Вартиовуори в Турку музей мореплавания и астрономический исследований.

## История
Здание, в котором расположились экспозиции музея, построено в 1819 году архитектором Карлом Энгелем для Обсерватории Турку.
После вывода обсерватории из центра Турку, с 1995 по 2005 год помещение использовалось Художественным музеем под различные экспозиции.
В 2007 году здание выкупила Академия Або после чего в его стенах разместилась экспозиция, посвященная астрономическим исследованиям и мореходству.
В верхних этажах здания проходят также временные выставки.